# Colonia Teodoro A. Dehesa
Colonia Teodoro A. Dehesa är en ort i Mexiko.   Den ligger i kommunen Colipa och delstaten Veracruz, i den sydöstra delen av landet, 250 km öster om huvudstaden Mexico City. Colonia Teodoro A. Dehesa ligger 291 meter över havet och antalet invånare är 472.
Terrängen runt Colonia Teodoro A. Dehesa är kuperad. Runt Colonia Teodoro A. Dehesa är det ganska tätbefolkat, med 166 invånare per kvadratkilometer. Närmaste större samhälle är Misantla, 10,0 km väster om Colonia Teodoro A. Dehesa. Omgivningarna runt Colonia Teodoro A. Dehesa är en mosaik av jordbruksmark och naturlig växtlighet.